# Abigail Williams
Abigail Williams es una banda estadounidense de metal extremo originaria de Phoenix, Arizona; pero actualmente residen en Nueva York. El nombre de la banda está basado en Abigail Williams, una de las primeras acusadoras de brujas que ocasionaron los juicios de Salem dejando un saldo de más de 150 personas inocentes. La banda anunció su separación en julio de 2012, después de su gira final por los Estados Unidos. Abigail Williams está categorizado como una banda pionera en el género del blackcore.

## Historia
La banda fue formada en el año 2005 por el guitarrista Ken Bergeron quien después asumió el puesto de vocalista. Antes de crear la banda (y adoptar el nombre 'Sorceron'), Ken fue guitarrista de una banda llamada Victims in Ecstacy seguida de numerosas participaciones en bandas de hardcore y en la banda de death metal Reign of Vengeance.
El primer lanzamiento de la banda fue un EP llamado Gallow Hill. Nunca fue considerado como un disco oficial, siendo tomado como un simple "demo". Tres de las canciones contenidas en ese disco fueron incluidas en el EP "Legend", las cuales fueron "Watchtower", "Melquiades" (la cual fue renombrada como "The Conqueror Wyrm") y "Swollen Disgust", la cual fue renombrada como "Like Carrion Birds". Después de una extensa gira por el Reino Unido en 2006, lanzaron en formato EP Legend.
Después de la gira con Dark Funeral y Enslaved, la banda se separó en el 2007, pero Ken Sorceron (vocalista y guitarrista) dijo que no era una separación permanente, sino que era solo un descanso que tomaba la banda después de un extenso tour por Europa y Estados Unidos. Mientras tanto, Sorceron y Wilson continuaron tocando en otras bandas y finalmente, preguntaron a Thomas G. Plaguehammer si quería tocar la batería en su banda y desde ese momento Abigail Williams volvía a reunirse; ahora con Plaguehammer en el bajo y no la batería como en un principio, Zach Gibson (exmiembro de The Black Dahlia Murder) en la batería, Björn Dannov en la guitarra, y también Kristen Randall (actual teclista de Winds of Plague) a cargo de los teclados. Después de una serie de giras en el 2007, el baterista y la teclista deciden abandonar la banda, y entonces entraron a la banda Ashley Ellylon en el teclado y Samus en la batería, como miembros permanentes.
Ya con el nuevo reparto, la banda lanzó su primer álbum In the Shadow of a Thousand Suns, producido por el célebre guitarrista y productor James Murphy (quien fuera miembro de las bandas Obituary, Testament, Cancer y Death), lanzado en octubre de 2008, obteniendo con esto más popularidad.
El álbum estuvo muy influenciado por bandas de la escena black metalera europea, especialmente por Dimmu Borgir y Cradle of Filth. Ya que ese tipo de bandas utiliza muy a menudo un concepto basado en la mitología de sus respectivos países, Abigail Williams se enfocó en realizar el suyo propio basado en algunas historias y mitos Americanos. Una de las que más les llamó la atención fue la novela "El Crisol" de Arthur Miller, el cual describe a los principales acusadores y acusados en los juicios de Salem de 1692.
Thomas G. Plaguehammer dio la siguiente información acerca del álbum. "El acusador es siempre relevante en la sociedad. En Estados Unidos existieron los juicios hacia las brujas, el temor rojo, y actualmente, el terrorismo. Todo el mundo esta siempre esta atento para poder señalar con el dedo; lo hacemos por miedo, prejuicios, y debido a cosas que no entendemos fácilmente. Así, el acusador siempre estará presente en la sociedad. Nos hemos identificado con Abigail Williams, no sólo debido a lo anterior mencionado, sino también porque poseía esa calidad icónica, mientras sigue sonando muy estadounidense. Queremos gente que sepa de donde provenimos, y que a pesar de no ser realmente la mejor, estamos orgullosos de nuestra cultura americana."
El Álbum también cuenta con la participación de Trym Torson, batería de importantes bandas de Black Metal como Enslaved, Emperor y Zyklon, quien tocó en la mayoría de las canciones excepto en "Acolytes", "Floods" y "Empyrean: Into The Cold Wastes". Todas las canciones fueron escritas por Sorceron, cuando la banda estaba temporalmente separada. Después del éxito que tuvo el álbum, la banda inició una extensa gira por Europa y Estados Unidos al lado de bandas como Napalm Death, Kataklysm, Suicide Silence y All Shall Perish. La teclista Ashley Ellylon recientemente salió de la banda para unirse a Cradle of Filth, reemplazando a Rosie Smith.
Abigail Williams lanzó su segundo álbum, titulado In the Absence of Light a través de Candlelight Records el 28 de septiembre de 2010.
En el verano del 2011, la banda comenzó a trabajar en lo que fue su tercer álbum, titulado Becoming, el cual fue lanzado el 24 de enero de 2012 a través de Candlelight.

## Discografía
| Año  | Título                                          | Tipo                 | Discográfica         | Calificación profesional                                                                                        |
| ---- | ----------------------------------------------- | -------------------- | -------------------- | --- |
| 2005 | Gallow Hill                                     | Demo                 | Independiente        | |
| 2006 | Legend                                          | EP                   | Candlelight Records  | |
| 2008 | In the Shadow of a Thousand Suns                | Álbum de Estudio     | Candlelight Records  | *About.com link Archivado el 3 de marzo de 2016 en Wayback Machine. - Allmusic link - Exclaim! (favorable) link |
| 2009 | Watchtower                                      | Sencillo/Promocional | Candlelight/Tanglade | |
| 2010 | In the Shadow of a Thousand Suns Deluxe Edition | Edición Especial     | Candlelight Records  | * ReviewBusters link - Terrorizer (Nov 2008)enlace                                                              |
| 2010 | In the Absence of Light                         | Álbum de Estudio     | Candlelight Records  | *Allmusic |
| 2012 | Becoming                                        | Álbum de Estudio     | Candlelight Records  | *Allmusic |
| 2015 | The Accuser                                     | Álbum de Estudio     | Candlelight Records  | |
| 2019 | Walk Beyond the Dark                            | Álbum de Estudio     | Blood Music Records  | |

## Integrantes
Actuales
- Ken Sorceron - voz, guitarra
- Ian Jeckelis - guitarra
- Alan Cassidy - batería
- Bryan O' Sullivan - bajo
- Mike Flynn - guitarra

Antiguos
| Voz - Connor Woods Guitarra - Bjorn "Bjornthor" Dannov - Brad Riffs - Mike Wilson Bajo - Tom Brougher - Mark Kozuback - Kyle Dickinson - Tristan McCann - Tommy "Plaguehammer" Haywood Jr. - Brent Riggs - Jordan Jackson - Gryph Wotawa | Teclado - Alana Potocnik - Kristen Randall - Ashley "Ellyllon" Jurgemeyer Batería - Ken Bedene - Jason "Killer" Kowalski - Andy Schroeder - Sam "Samus" Paulicelli - Trym Torson - Zach Gibson |